# Morchain

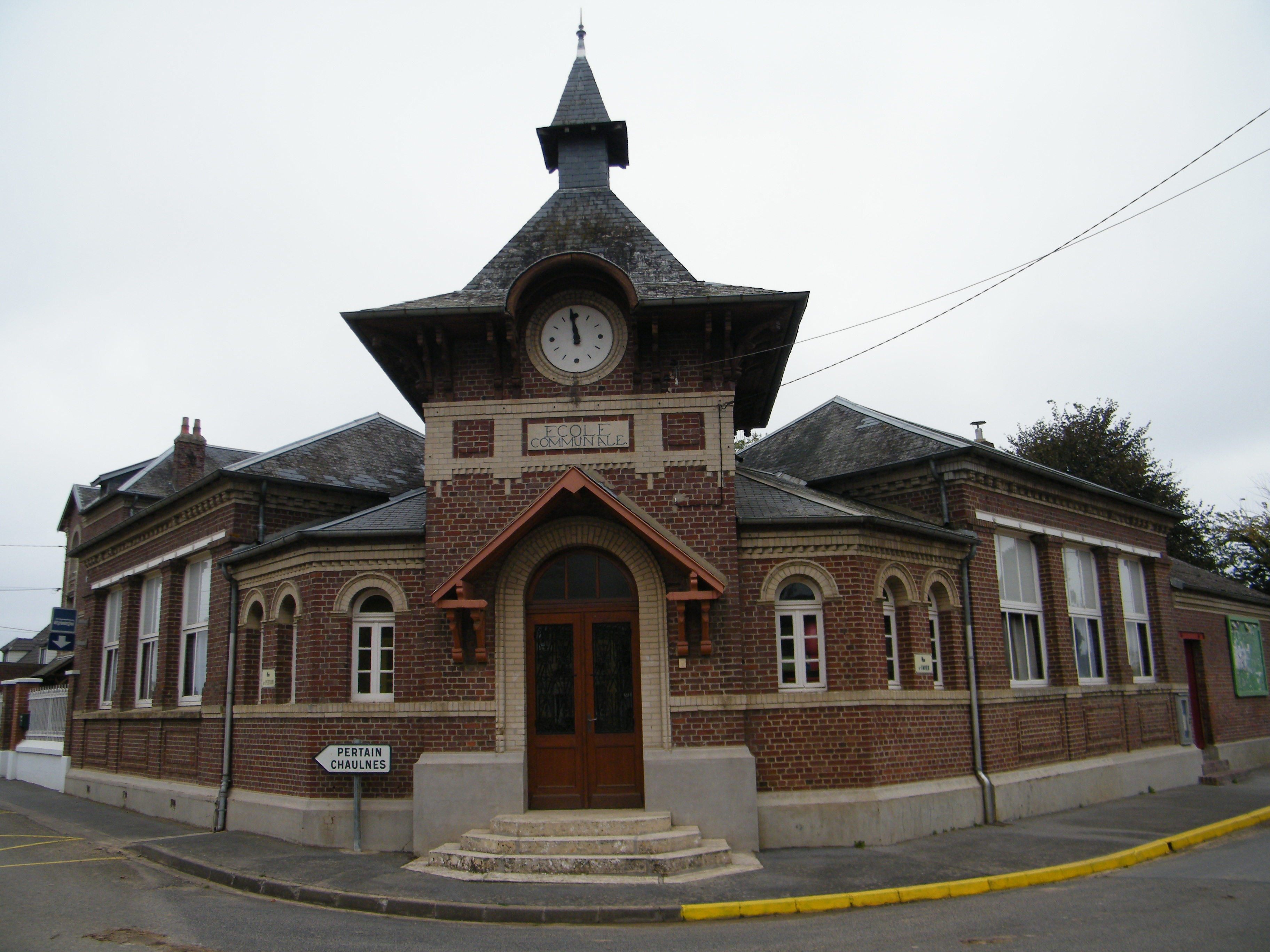
Rathaus-Schule von Morchain

Morchain ist eine französische Gemeinde mit 359 Einwohnern (Stand 1. Januar 2022) im Département Somme in der Region Hauts-de-France im Norden von Frankreich. Die Gemeinde gehört zum Kanton Ham und ist Teil des Gemeindeverbandes Est de la Somme.

## Geographie
Die Gemeinde liegt westlich der Somme an der Départementsstraße 142.

## Geschichte
Die Gemeinde erhielt als Auszeichnung das Croix de guerre 1914–1918.

## Einwohner
| 1962 | 1968 | 1975 | 1982 | 1990 | 1999 | 2006 |
| ---- | ---- | ---- | ---- | ---- | ---- | ---- |
| 251  | 265  | 239  | 250  | 270  | 248  | 289  |

## Verwaltung
Bürgermeister (maire) ist seit 2008 Jean-Paul Bourgy.